# Григорий (Балагурак)
Григорий (Балагурак) (в миру — Владимир Ильич Балагурак, укр. Володимир Ілліч Балагурак) — епископ Украинской грекокатолической церкви, викарий Станиславовской епархии с 1945 по 1947 год, Епископ Станиславовский с 1947 по 2 октября 1965.

## Биография
Родился 5 июля 1909 года в Станиславове, ныне Ивано-Франковск, Королевство Галиции и Лодомерии, Австро-Венгерская Империя. Отец Илья, мать Каролина. 1 августа 1909 года крещён в кафедральном соборе викарием Евгением Савчинским. В 1914 роду умерла сестра Стефания, а через год умирает младшая сестра Анна-Мария.
С 1921 года учился в Бучацком миссионерском институте имени святого Иосифа. 6 сентября 1925 года вступил в Василианский монашеский орден и принял монашеское имя Григорий. Новициат проходил в Креховском монастыре. 1 мая 1927 года принёс первые монашеские обеты, после чего изучал философию и богословие в Добромиле и Кристинополе, а вечные обеты принёс 16 декабря 1934 года. В 1935 году получил диаконский сан, а 21 мая 1936 года рукоположён во священника в Жовкве епископом Иосифом (Коциловским).
В 1941-45 годах викарий монастыря в Кристинополе,  с 1945 – игумен монастыря василиан в Станиславе. 
В 1945 году епископом Григорием (Хомишиным) возведён в епископы и назначен генеральным викарием Станиславовским на случай ареста или смерти главы Станиславовской кафедры.
Не подписал акта Львовского собора 1946 года, за что был арестован. Заключение отбывал в Челябинске. В 1956 вернулся в Западную Украину. В 1957
за отказ перейти в РПЦ ему было запрещено проживать в Украине, после чего вынужден был вернуться в Челябинск.
Умер 2 октября 1965 года (по другим данным, 10 октября 1965) в городе Коркино Челябинской области, оставаясь викарием Станиславовской епархии.
Похоронен в Ивано-Франковске, на кладбище Сапижинское.
31 марта 1992 года был реабилитирован прокуратурой Ивано-Франковской области.

## Память
- в селе Погоня возле монастыря отцов-василиан установили памятник[6]